# Barbara Mayer (Artistin)
Barbara Mayer (* 27. Juni 1926 in Leipzig) ist eine deutsche Artistin. Sie wirkt unter dem Namen Babette, besonders bekannt ist sie für ihre Hunderevue.

## Leben
Barbara Mayer wuchs in einem einfachen Arbeiterhaushalt mit zahlreichen Geschwistern auf. Schon früh begann sie, mit ihren Geschwistern und Freunden artistische Kunststücke einzuüben; dazu trafen sie sich zumeist auf ödem Gelände am zu dieser Zeit im Bau befindlichen Lindenauer Hafen oder auf der Freifläche hinter ihrer Wohnsiedlung im Leipziger Westen, wo auch gelegentlich der Zirkus Proscho gastierte.
Im Anschluss an ihre Schulausbildung begann sie in den 1940er Jahren zunächst eine hauswirtschaftliche Ausbildung; sie verbrachte ein Jahr als Pflichtjahrmädchen bei einer Familie außerhalb der Stadt. Den Kindern brachte sie artistische Figuren bei.
Eine professionelle Ausbildung der Akrobatik gab es zu dieser Zeit in Leipzig noch nicht. Dies änderte sich Mitte der 1940er Jahre: In der sogenannten Milchinsel (ehemalige Milchverteilungsstelle) errichtete der Artist Heinz Matloch eine Schule, die dem Zirkus Aeros angegliedert war. Barbara Mayers Geschwister waren zu dieser Zeit in alle Richtungen verstreut: Ihr Lieblingsbruder (ein angehender Trapezkünstler) war zu Fuß auf dem Weg von Frankreich zurück nach Deutschland, ihre Schwester vollbeschäftigt als Pflegekraft im Klinikum Dresden.
In den fünfziger Jahren formierte sich Barbara Mayer mit zwei Kolleginnen zu dem Artistentrio „Romanis“. Sie traten in verschiedenen Zirkussen und Varietés auf, auch im Westteil des Landes, so zum Beispiel 1952 im Riverside-Club in Bamberg. Höhepunkte der gemeinsamen Tourneen waren die Shows im Friedrichstadtpalast Berlin. Die Auftrittsorte konzentrierten sich in den 1960er Jahren auf Leipzig und Umgebung, Erfurt, Magdeburg und Dresden.
1958 kam ihr Sohn Frank auf die Welt, der später eine bedeutende Tigerzucht betrieb. Nebenher begann sie unter dem Künstlernamen „Babette“ eine Solokarriere und spezialisierte sich auf eine Hunderevue mit ihren beiden Terrier-Mischlingen Juri und Laika in Kombination mit anspruchsvollen Akrobatikformationen. Saisonal trat sie in Gasterholungsheimen und Betriebsferienlagern auf, in den 1970ern jährlich zu den „Ostseewochen“ im Hotel Neptun/Ostseebad Warnemünde. 
Ihr Sohn Frank Mayer, der 1980 von der BRD freigekauft wurde, führte mit seiner Lebensgefährtin Marion Wessel, die Tochter des bekannten Westberliner Tigerzüchters Siegfried Wessel, dessen Tigerzucht weiter. Seine Vorliebe und sein Interesse galt schon in frühen Kindertagen den Raubkatzen, geweckt durch die berühmte Leipziger Löwenzucht des Zoodirektors Karl Max Schneider. Viele von Siegfried Wessels Tigern waren in namhaften Zirkussen (zum Beispiel Circus Renz) untergebracht.
In der zweiten Hälfte der 1980er Jahre machte sich Babette rar, in der Öffentlichkeit war von keinen Auftritten mehr zu erfahren. Vermutlich handelte es sich um Babette, die noch kurze Zeit im Berliner Kulturpark Plänterwald (Spreepark Berlin) zweimal täglich mit „Carmens Hunderevue“ zu sehen war, wo auch andere ehemalige Kollegen des Staatszirkus der DDR bis zu dessen vollständiger Auflösung arbeiteten. Im Jahr 2001 gab es im Spreepark letztmals „Carmens Hunderevue“. Seitdem verliert sich ihre Spur.

## Auszeichnungen
- 1975: Medaille für Verdienste im künstlerischen Volksschaffen der Deutschen Demokratischen Republik